# Fronte Unito dei Principalisti
Il Fronte Unito dei Principalisti (in inglese: United Front of Principlists; in iraniano: جبههٔ متحد اصولگرایان) è stato un'alleanza elettorale iraniana, che ha contestato le elezioni legislative del 2008 e del 2012. 

## Composizione

### 2008
- Fronte dei Seguaci della Linea dell'Imam e del Leader
- Coalizione del piacevole profumo di servitù
- Società dei Devoti della Rivoluzione Islamica

### 2012
- Associazione dei Chierici Militanti
- Società degli Insegnanti del Seminario di Qom
- Fronte dei Principalisti Trasformazionalisti
  - Società dei Seguaci della Rivoluzione Islamica
  - Società dei Devoti della Rivoluzione Islamica
- Fronte dei Seguaci della Linea dell'Imam e del Leader